# Elisabete Pinho
Maria Elisabete Oliveira Gomes de Pinho (Ovar, Portugal, 28 de abril de 1975) é uma escritora portuguesa de romances e poesia.

## Biografia
Elisabete Pinho é advogada de profissão, sendo que realiza a arte da escrita nas horas vagas. No decorrer dos anos, participou em algumas coletâneas e antologias de poesia. 
A sua trajetória literária começou através da escrita de textos sem quaisquer intenções de publicar com uma editora, publicando somente no Facebook. Entretanto foi desafiada por outro escritor, para escrever algo mais estruturado. Depois deste ler e sem o conhecimento da autora, o escritor decidiu enviar o original para algumas editoras, tendo, passado algum tempo, surgido o interesse por parte das mesmas. 
Em 2018, auto-editou o seu primeiro romance “Se houver uma próxima vez”, ao qual se seguiu “A Ampulheta”, um ano depois, acabando por ser publicado por uma editora, a Chiado Books.  
Em 2019, concorreu com o poema “Escrito a dois” ao XXI Concurso Literário Dr. João Isabel. Esse poema acabou por ser distinguido, tendo ficado em segundo lugar no concurso.  
Em 2020, o romance intitulado “Depois do Fim” foi o vencedor do 1.º Concurso de Ficção Literária Cordel D' Prata, tendo sido o escolhido entre 242 originais. Um ano mais tarde, com a mesma obra, Elisabete Pinho venceu o troféu de Melhor Romance, na Gala dos Autores.  
Suspense, romance, amor, ódio e segredos são alguns dos ingredientes indispensáveis para as obras da autora.   

## Obras Publicadas
Se houver uma próxima vez (Edição de Autor, 2018) 
A Ampulheta (Chiado Books, 2019) 
Depois do Fim (Cordel D' Prata, 2021)
O Pêndulo – Nenhum segredo é eterno (Cordel D' Prata, 2023)

## Prémios
Segundo Lugar no XXI Concurso Literário Dr. João Isabel, com a obra "Escrito a dois"
Vencedora do 1.º Concurso de Ficção Literária Cordel D' Prata, com a obra "Depois do Fim"
Prémio Melhor Romance, em 2021, para a obra "Depois do Fim"